# Латинська епіграфіка

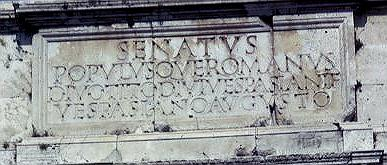
Напис на Арці Тита

Латинська епіграфіка (грец. ἐπὶ γράφειν; лат. Epigrafia latina) — допоміжна історична та археологічна дисципліна, що займається вивченням, каталогізацією та перекладом античних латинських вирізьблених написів.

## Походження написів
Окрім літератури в широкому сенсі, письмо служило у римлян двом цілям: написи для позначення предмета (inscriptiones, tituli) та написи з офіційним, правовим значенням (acta).
Нанесений на найрізноманітніші предмети громадського та приватного вжитку, напис був засобом найближчого та найточнішого позначення самого предмета на відміну від інших однорідних. Такими, наприклад, були написи на гробницях, урнах, базах статуй, вівтарях, посудинах, на начинні, зброї, вагах тощо. Ці написи називаються в епіграфіці означальними або детермінативними (inscriptiones, tituli).
Напевне, не існує жодного виду предметів римського побуту, де б не зустрічалися написи такого роду - золота брошка (fibula) оповідає про себе: manios med fhefhaked numasioi (Маній зробив мене для Нумасія); глиняна жертовна посудина каже: duenos med feked en manom (Дуенос зробив мене на благо); на простій свинцевій кулі (glans) читаємо: feri (бий); на глиняному тягарці для ткацького верстата — es curae (будь предметом турботи) і таке інше.
На твердому та довговічному матеріалі писалися також такі написи, які мали офіційне або правове значення: договори, законодавчі акти, привілеї; декрети тощо. Матеріалами для таких написів слугував мармур та особливо бронза; площі (форуми), храми, курії та інші місця були в давнину переповнені такими написами, і після загибелі давніх архівів (tabularia) ці написи — часто єдиний історичний матеріал, що зберігся. Такі написи в епіграфіці називаються документальними або просто документами (acta).

## Зміст написів
За своїм змістом, латинські написи поділяються на такі найважливіші групи:
- Вотивні або присвятні.
- Почесні — дуже часто на базах статуй прославлених осіб, а також і у вигляді окремих документів, іноді доволі довгих, де перераховуються подвиги відповідних осіб. Як приклад тут можна згадати написи ростральної колони Дуілія, консула 260 р. до н. е. Особливо багато таких написів було на честь імператорів, причому, якщо імператор виявлявся з часом несимпатичним сенату та народу, то його ім'я на написі знищувалося: так сталося, наприклад, з Калігулою та Нероном.
- Монументальні написи — на будівлях: будинках, мостах, водогонах тощо. Ці написи зазвичай містять ім'я будівельника.
- Документи.
- Надгробки — найчисленніший та різноманітний клас, від простого імені покійного, часто з припискою hie situs est (= тут покладений) — до пишної епітафії, іноді у вигляді цілої поеми, часом неабиякої поетичної якості; найкращі зразки подибуємо у місті Римі (з прилеглою територією, т. VI «Corpus») та Африці (т. VIII).
- Повсякденні — на найрізноманітніших, як правило, дрібних предметах громадського та приватного вжитку. До цих написів відносяться штемпелі (signacula) на глиняних виробах: цеглинах, посудинах тощо, а також штемпелі лікарів, особливо окулістів, з короткою назвою ліків і хвороби — розділ епіграфіки, що є дуже важливим для дослідження історії медицини (Villefosse-Thédenat, «Cachets d'oculistes romains», П., 1882), sortes (жеребки — невеликі дощечки з висловами у вигляді прогнозів), devotiones або defixiones (заклинання: І. в. Помяловський, «Римські змови», СПб. 1873), tabulae lusoriae (дошки для ігор) тощо.

## Особливості латинської епіграфіки
Мова латинських написів загалом архаїчніша за літературну; наприклад, написи II в. до н. е. дають більш давні форми мови, ніж літературні пам'ятки тієї ж епохи, що пояснюється консервативністю складу написів, що досить рано були обмежені певними сталими формулюваннями. З I століття н. е. це розходження дещо згладжується, хоча цілковито не зникає. Мова написів за характером достатньо проста, лаконічна й виразний (лапідарний стиль), в деталях достатньо одноманітна, що нерідко допомагає при відновленні неповних або пошкоджених текстів. Особливою строгістю лапідарного стилю вирізняються почесні та документальні написи, найбільш консервативні й щодо мови.

## Письмо латинських написів
Давній латинський алфавіт не був місцевим винаходом, а запозиченням за посередництвом греків та фінікійців знаків письма єгиптян. Такою була думка ще Тацита («Annal.», XI, 14), яка загалом була підтверджена новими дослідженнями. Особливий вплив на італійський алфавіт мав грецький алфавіт дорійської групи халкидського типу, який вживався переважно в Середній Італії (в Кумах) та на Сицилії. Його найдавніші пам'ятки (у вигляді саме алфавіту) на території Італії:
- посудини з міста Цере (Григоріанський Етруський музей),
- алфавіт на стіні однієї усипальниці в р. Colle в Етрурії,
- алфавіт, знайдений в Вейї.

Це, загалом, дуже повні алфавіти на 26 знаків, з яких 22 (alpha-tau) запозичені з фінікійського алфавіту, а останні 4 (ypsilon, xi, phi і chi) додані.

## Різні писемності
З цього алфавіту на території Італії виникла низка писемностей, що відомі нам з написів:

### Умбрське письмо
Відомо теж з досить великої кількості написів, серед яких чільне місце посідають tabulae Ignvinae (ритуал місцевої громади); найкращі видання таких написів: Aufrecht-Kirchhoff, «Die umbrischen Sprachdenkmäler» (Б., 1849 — 51); Bréal (П., 1875, з фототіпіч. таблицями); Bücheier (Бонн, 1883).

### Фаліскське письмо
Відоме із залишків написів міста Фалерія (Чивіта-Кастеллана), відкритих Гаруччі; діалект близько споріднений з латинською мовою. Одне з найкращих досліджень на цю тему — Deecke, «Die Falisker» (Страсбург, 1888; у нього ж збірка написів, здебільшого надгробків).
Алфавіт мав усього 18 літер, але, ймовірно, не всі збереглися.

### Оскське письмо
Збереглося в пам'ятках колись дуже багатого діалекту, яким говорило населення майже всього півдня Італії. Збереглися оськські написи від IV ст. до н. е. до кінця I ст. н. е. і мають, як і умбрські, велике історично-побутове значення. Найбільший збірник цих написів — у Цвєтаєва, «Sylloge inscriptionum Oscarum». (СПб., 1878).

### Інші діалекти
Про інші дрібні італійські діалекти та написи ними див. Mommsen, «Die untentalischen Dialekte» (Лейпциг, 1850); Fabretti, «Corpus inscript. Italicarum» (Турин, 1867 — 77; з доповненнями Gamarrini, Флоренція, 1880); Цвєтаєв, «Inscript. Italiae mediae dialecticae» і його ж, «Italiae inferioris dialecticae» (Лейпциг. — Москва, 1884 — 86).

### Латинське письмо
Найдавнішими пам'ятниками латинського письма є два написи: 
1. Золота брошка, знайдена 1886 року в Пренесте (Praeneste), вона відносяться до початку V століття до н.е.
2. Посудина Дуена, знайдена 1880 року в Римі, напис на ній відносять приблизно до епохи 12 таблиць, тобто до середини V століття до н. е.

У латинському письмі вельми рано спостерігається напрямок від лівої руки до правої, чим воно відрізняється від етруського та оськсько-умбрського письма, де зберігся зворотний напрямок.
Для позначення довгих голосних у докласичний період служив прийом подвоєння: MAARCVS = Mārcus, а також знак apex (') : MARCYS, а для ī — довге i (i longa) : MARI = marī, що зустрічається іноді і в класичний та навіть в після класичний період.
Латинські написи писалися суцільно великими літерами; слова відокремлюються крапкою: HIC*SITVS*EST; цифри позначаються загальновідомими знаками: I, II, III, IIII (рідко IV), V, VI, VII, VIII, VIIII (рідко IX), X, XI… XVIII, XVIIII (рідко XIX), XX, XXI..L..C.D.M. Для позначення тисяч вживається риска над цифрою одиниць: = 3000; = 50000 тощо.
Найбільшою красою та досконалістю письма вирізняються написи першої половини I століття н. е. та епохи Траяна й Адріана (епіграфічний ренесанс), що служили зразками навіть для типографських прописних шрифтів нашого часу. Нерідко, особливо в імператорську епоху, зустрічалася в'язь (лігатури), наприклад = maxim і скорочення (абревіатури: D · M · = dis manibus; COS = consule; H· M · H · N ·S = hoc monumentum heredem non seqaetur.

### Етруське письмо
Збереглася велика кількість етруських написів, на сьогодні проаналізованих досить ретельно; проте походження цього письма не встановлено.
Найкращий збірники етруських написів - «Corpus Inscriptionum Etruscarum», що вийшов у Лейпцигу на кошти Берлінської академії наук;
Дослідження про мову — Ланці, Кірссена, Отфріда Мюллера та ін.
Абетка має 21 знак, без В, D, О (цих звуків у етруські мові, мабуть, не було); для F є знак 8, що зустрічається і в інших італійських письменах, іноді у вигляді ↑.

## Збірники написів

### У Стародавньому Римі
У самих римлян написи не збиралися і не вивчалися, хоча іноді на них і звертали увагу. Цицерон згадує про деякі надгробки, Лівій — про документи; такі граматики, як Марк Теренцій Варрон, Веррій Флакк, Проб та інші звертали увагу на особливості мови в написах; багато з документів увійшло до кодексів римського права (Феодосія та Юстиніана), але систематичного збирання та вивчення написів не було.

### У Середньовіччі
Найдавніші рукописні збірники, що дійшли до нас, відносяться вже до каролінзького періоду, наприклад:
- Anonymus Einsiedlensis, що належить монастирю в Айнзідельні, VIII–IX ст.;
- Sylloge Palatina, міланський рукопис IX століття тощо.

Тільки з часу мандрівника Киріака Анконського (Ciriaco de'Pizzicoli, 1391–1457) можна говорити про збирання написів у великих кількостях. Залишки збірника Киріака зберігаються в рукописах частково в Римі та інших італійських бібліотеках, частково в Берліні.

### XV–XVI століття
Багато зроблено для збирання написів у XV і XVI століттях. Перший друкований збірник, «Desiderii Sprethi», вийшов у Венеції у 1489 році. (написи Равенни); до середини XVIII століття з'являється доволі багато подібних праць, наприклад:
- збірники Jac. Mazochii (Рим, 1521),
- збірник Юста Ліпсія Justi Lipsii (Антверпен, 1588),
- Graten (перша спроба зведеного збірника; Гайдельберг, 1603),
- Joh. Donii (Флоренція, 1731), Маг. Gudli (Leov., 1741),
- Raph. Fabrettii (Рим, 1699),
- Franc. Gorii (Флоренція, 1743) та ін.

### З XVIII століття й до сьогодні
Серйозну спробу скласти загальний збірник, «Corpus Inscriptionum Latinarum», було зроблено Мураторі, під заголовком: «Novus thesaurus veterum inscriptionum» (Мілан, 1739–1742).
У цей же час виникла епіграфічна критика, що стала необхідною з огляду на появу безлічі підроблених написів; першою працею такого роду була монографія Maffei, «Ars critica lapidaria» (у збірнику Donati, Лукка, 1775).
Одними з найкращих епіграфістів XVIII століття були Маріні (Marini, «Gli atti et monumenti de fratelli Arvall», Рим, 1795) та Бартоломео Боргезі (Bartol. Borghesi, «Oeuvres de B. Borghesi», Париж, 1862–1879), з часу яких епіграфіка стає наукою.
Перший науковий збірник
Зі школи Боргезі вийшов і план наукового збірника латинських написів, прийнятий спочатку Французькою академією наук, але згодом відкинутий нею надісланий та реалізований Берлінською академією, під головним керівництвом Т. Моммзена. I том («Найдавніші написи до смерті Цезаря») вийшов 1863 року, всього 15 томів (крім додатків), організованих за географічним принципом. Критика, повнота літератури, чудове групування, тлумачення важких текстів тощо — все це зробило берлінський «Corpus» першокласною збіркою написів.
Крім нього, латинська епіграфіка має в своєму розпорядженні такі збірники, які почасти доповнюють «Corpus»:
- «Ephemeris Epigrafica», куди поміщалися новознайдені написи до їхнього остаточного видання в «Corpus» (1871–1891);
- Orelli-Henzen, «Inscriptionum latinarum amplissima collectio» (Цюрих, 1828–1856);
- Dessau, «Inscriptiones latinarum selectae» (Берлін, 1892);
- Ruggieri, «Sylloge epigraphica orbis Romani» (Рим, 1892; ще не закінчена);
- Brambach, «Corpus inscr. Rhenanarum» (Ельберф., 1867),

і безліччю приватних збірок, вказівки на які можна знайти в посібниках:
- з історії епіграфіки:
  - Cagnat, «Cours d' ép. latine» (2 вид., П., 1890; посібник);
  - Hubner, «Romische Epigraphik» (в I томі енциклопедії Ів. Мюллера,
  - «Handbuch der classischen Altetrhumwissenschaft», ст. 625–710);
- його ж, «Exempla scripturae epigraphica latina» — близько 1250 гравюр з найтиповішими написами (Берлін, 1885; це продовження збірки Ричля: «Prisca latinitatis monumenta epigraphica»; прикладеної до I тому «Corpus»);
- словник: Ruggiero, «Dizionario epigraphico».

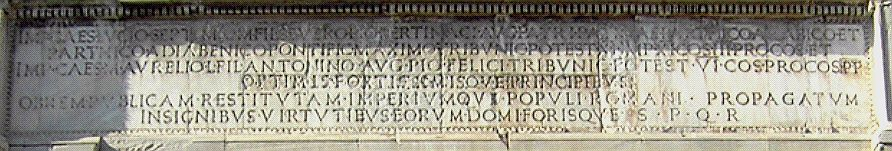
Присвята на тріумфальній арці, Рим

### Бібліографічні видання
- F. Bérard, D. Feissel, N. Laubry, P. Petitmengin, D. Rousset et M. Sève, Guide de l’épigraphiste: bibliographie choisie des épigraphies antiques et médiévales. Quatrième édition entièrement refondue. Guides et inventaires bibliographiques 7. Paris: Éditions Rue d’Ulm / Presses de l’École normale supérieure, 2010.

### Підручники
- Alfredo Buonopane, Manuale di Epigrafia Latina, Roma, Carocci editore, 2009. ISBN 978-88-430-4815-1
- Ida Calabi Limentani, Epigrafia Latina, Bologna, Cisalpino, 1991. ISBN 88-205-0627-0.
- Jean-Marie Lassère, Manuel d’épigraphie romaine, Paris : Picard, Antiquité/Synthèses n° 8, 2011, 2 vol., 576 et 608 p., 142 ill. (3e édition revue et augmentée, 1re édit. en 2005).
- Ivan Di Stefano Manzella, Mestiere di epigrafista. Guida alla schedatura del materiale epigrafico lapideo, Roma, Quasar, 1987. ISBN 88-85020-79-8

### Історія епіграфіки
- Marcel Le Glay, « L'épigraphie latine », CRAI, 132-3, 1988, p. 623-628 Онлайн
- Nacéra Benseddik, « Lateinische Epigraphik und Ideologien: Der Fall Algerien », Archäologischer Anzeiger, Halbband 1, 2006, p. 61-71.